# Groene baardvogel
De groene baardvogel (Psilopogon viridis synoniem: Megalaima viridis) is een vogel uit de familie Megalaimidae (Aziatische baardvogels). Deze soort is endemisch in India.

## Kenmerken
De vogel is 23 cm lang. Het is een overwegend groen gekleurde baardvogel, met een lichtbruine kop met een opvallend witte vlek rond het oor. Door het oog loopt een brede donkere oogstreep, met daarboven een smalle witte wenkbrauwstreep. De keel is wit, de borst is bruin met brede witte strepen, de poten zijn grijs. Er is geen verschil tussen mannetje en vrouwtje.

## Verspreiding en leefgebied
Deze soort is endemisch in westelijk en zuidwestelijk India van Madhya Pradesh  tot in het Nilgirigebergte en verder tot in het westen van Tamil Nadu. Het leefgebied bestaat uit een groot aantal typen bos en aanplantingen zoals koffieplantages, parken en tuinen. Het is een vogel van laagland en heuvelland tot 1500 m boven zeeniveau.

## Status
De grootte van de wereldpopulatie is niet gekwantificeerd. Men veronderstelt dat de soort in aantal stabiel is. Om deze redenen staat de groene baardvogel als niet bedreigd op de Rode Lijst van de IUCN.